# Jiří Lechtýnský
Jiří Lechtýnský est un joueur d'échecs tchécoslovaque né le 25 novembre 1947, grand maître international depuis 1982.

## Biographie et carrière
En 1978, Jiří Lechtýnský finit quatrième ex æquo avec Aleksandr Beliavski (9 points sur 15) du très fort tournoi de Vilnius, derrière Petrossia, Toukmakhov (1er-2e) et Goulko (3e) devant Reshevsky, Dorfman, Csom, Mikenas, Tchibourdanidzé, ...
Dans les années 1980, il remporta les tournois de Decin en 1980 (ex æquo avec Vlastimil Hort) et de Halle en 1981 (ex æquo avec Uwe Bönsch). Grand maître international en 1982, il finit deuxième du tournoi mémorial Rubinstein en 1983 et fut médaille de bronze au championnat de Tchécoslovaquie d'échecs en 1986 (victoire de Smejkal devant Pekárek. En 1999, il remporta l'open de Klatovy avec 7 points sur 9, en 2002, Augsbourg.
Grand maître international depuis 1982, Lechtýnský fut sélectionné au deuxième échiquier de réserve dans l'équipe de la Tchécoslovaquie lors des olympiades de 1974 (5 Points marqués en 7 parties), 1980 (2,5 points sur 4, la Tchécoslovaquie finit cinquième de l'olympiade) et 1986l (4 points marqués sur 6). Il participa également à trois championnats d'Europe des nations de 1970 à 1983, la Tchécoslovaquie participant à la phase finale en 1970, 1977 et 1980).